# Jannes Luitje Keijer
Jannes Luitje Keijer (Groningen, 3 mei 1895 - aldaar, 22 april 1944) was een Nederlandse collaborateur en was lid van de Germaansche SS. 

## Liquidatie door het verzet
Onderluitenant Keijer was de opvolger van de eveneens vermoorde Anne Jannes Elsinga als Chef Bijzondere Recherche te Groningen. Keijer dacht een goede band te hebben met NSB'er Cor Stolwijk, die in werkelijkheid een belangrijke dubbelspion was voor het verzet. Bij een van zijn bezoeken aan Stolwijk liet Keijer los dat hij lijnen van ondergedoken militairen in en rond Bedum op het spoor was gekomen. Stolwijk gaf deze informatie door aan leden van het verzet, waarop door de verzetsgroep van Sietje Gravendaal-Tammens werd besloten dat hij geliquideerd moest worden. Op zaterdagavond 22 april 1944 werd Keijer, na zijn laatste bezoek aan Stolwijk, neergeschoten op het station van Bedum door de verzetsmannen Michael Henrich en Willem te Lindert en bezweek dezelfde avond in het ziekenhuis van Groningen aan zijn verwondingen.

## Represailles - Silbertanne en grootschalige razzia
Naar aanleiding van de aanslag op Keijer werd Aktion Silbertanne uitgevoerd op 24 en 25 april. Deze viel in twee delen uiteen; allereerst werd gericht een aantal personen beschoten dan wel doodgeschoten en vervolgens werd een grote razzia gehouden waarbij alle jongemannen tussen de 18 en 25 jaar gearresteerd moesten worden.
De volgende personen overleefden Aktion Silbertanne:
- Dominee H.L. Lieve te Middelstum - was niet thuis.
- Riekus Pot, Leider plaatselijk distributiekantoor in Stedum - wel beschoten, maar heeft de aanslag overleefd.
- Pot Sr., vader van Riekus Pot - wel beschoten, maar heeft de aanslag overleefd.
- Hendrik Heijs - directeur lagere school voor bijzonder onderwijs in Middelstum (werd vermoord omdat dominee H.L. Lieve niet thuis werd aangetroffen)

De volgende personen overleefden het niet:
- Cornelis Gerhardus Georgius Bos - bakkersknecht in Zuidwolde
- Jan Kornelis Dwarshuis - bakker in Zuidwolde
- Jannes Wiebe Formsma - aannemer in Bedum (werd in plaats van zijn zoon opgepakt en in Groningen vermoord).
- Klaas Havinga - slager in Zuidwolde
- Jan Reinder Visser - Zuidwolde

Geleid door Hauptsturmführer Friedrich Bellmer hield de SD, Feldgendarmerie en de Grüne Polizei, zo'n 1000 man sterk op 25 april een grootschalige razzia in Winsum, Middelstum, Bedum en Zuidwolde. In Bedum werden de arrestanten verzameld in hotel Krijthe, in Middelstum in café Van Lakum, in Winsum in Hotel Til en in Zuidwolde in het café van Klaas Hekma. In totaal werden 148 jonge mannen gearresteerd. Dit waren niet alleen inwoners uit de genoemde dorpen, maar ook buspassagiers die op doortocht waren en de leeftijd tegen zich hadden. Van de 148 arrestanten werden 140 naar kamp Amersfoort gebracht om vandaar uit in juli 1944 naar Duitsland gebracht voor tewerkstelling. De overige 8 werden na telling direct vrijgelaten.
De volgende personen keerden niet weer terug uit gevangenschap:
- Jan de Boer
- Cornelis Bolhuis
- Hilbrand Buurma
- Nicolaas Dijkema
- Cornelis Heslinga
- Ares Hooghuis
- Hindrik Huisman
- Herman Hummel
- Arend Jansma
- Rienk Klaver
- Gerrit Klifford
- Cornelis Kluiter
- Jan Korthuis
- Jan Kuipers
- Klaas Luidens - was een buspassagier die uit Ulrum kwam. In Ulrum is een straat naar hem genoemd.
- Klaas Doeke Pot
- Jacop Sibma
- Jan Smith
- Berend Tuitman
- Reinder Tuitman
- Siebe Wendelaar
- Jan Wiertsema.

Ter nagedachtenis aan deze razzia is een plaquette gewijd aan de slachtoffers. Deze is te vinden op de muur van de voormalige hotel Krijthe te Bedum.